# 倉田精二
倉田精二（日语：／ Kurata Seiji */?，1945年—2020年2月27日），日本街头摄影师。

## 生平
1945年生于東京都日本橋。1968年毕业于東京藝術大學美术学部绘画系。1976年毕业于森山大道摄影工作坊教室。同年拍摄的《謹写·池袋之夜》在《工作坊季刊》杂志第8期上刊登。这些作品将暴走族、易装者、性工作者等人的日常生活场景以强烈的闪光灯照亮，暴露出黑暗降临后人类在城市中的无尽欲望，开创了纪实摄影的新领域。1979年举办《东京随机街景 1975–79》首场个人展览。1980年发行写真集《Flash Up》，获朝日新闻社第5届木村伊兵衛賞。1992年获日本写真協会年度奖。1999年获第30届讲谈社出版文化奖。2020年2月27日因肺癌逝世。

## 个人展览
| 时间   | 主题                     | 地点               |
| ------ | ------------------------ | ------------------ |
| 1979年 | 《东京随机街景 1975–79》 | 尼康沙龙 东京·大阪 |
| 1983年 | 《Photo Cabaret》        | 涉谷               |
| 1990年 | 《大亚细亚》             | 美能達照片屋 新宿  |
| 1993年 | 《Quest for Eros》       | Mole Gallery       |
| 2008年 | 《都市的造景》           | EPSITE 新宿        |